# Muné Tsenpo
Muné Tsenpo , Wylie:  Mu-ne brtsan, (r. 797- 798) wordt in de traditionele lijst van de koningen van Tibet als de negenendertigste benoemd.

## Achtergrond
Muné Tsenpo was de oudste zoon van Trisong Detsen (742 -ca.800).
Er is bij tibetologen lang onduidelijkheid geweest over de laatste periode van Trisong Detsen en omtrent zijn directe opvolgers. In 2003 werd echter in een verzameling in Peking een document gevonden, dat tot dan toe alleen bekend was, omdat er in latere bronnen aan gerefereerd werd. Het handelt om de zogenaamde Pangtangma Catalogus, waarvan de eerste teksten uit even na 840 moeten dateren. Met de kennis van dit document is er bij hedendaagse tibetologen meer consensus gegroeid ten aanzien van de periode van globaal 797- 804. Trisong Detsen had aan het eind van zijn leven nog drie zoons die in leven waren, Muné Tsenpo, Muruk Tsenpo en Mutik Tsenpo, de latere Sadnaleg.
De huidige opvatting is, dat Trisong Detsen in vermoedelijk 797 afstand deed van de troon ten gunste van zijn oudste zoon Muné Tsenpo (r. 797-798). De laatste werd in 798 door zijn moeder, Tsepongza, vermoord. In een aantal veel latere Tibetaanse bronnen zou de moeder dat gedaan hebben uit jaloezie om de buitengewone schoonheid van de belangrijkste vrouw van Muné Tsenpo. Waarschijnlijker is echter dat Tsepongza, een overtuigd antiboeddhist, dacht hiermee de belangen van haar clan te dienen.
Van 798 tot aan zijn dood in vermoedelijk 800 is er dan sprake van een tweede periode van Trisong Detsen waarin hij het rijk regeert samen met de door hem gekozen opvolger, zijn jongste zoon Sadnaleg. Na de dood van Trisong Detsen wist echter Muruk Tsenpo de macht te grijpen en oefent tot 802 alleen het koningschap uit. Er waren echter ook grote bezwaren tegen Muruk Tsenpo, omdat hij een zoon van een belangrijke aristocraat zou hebben vermoord. Dat leidde ertoe, dat Sadnaleg vanaf 802 weer koning werd. Het koningschap werd nu door Sadnaleg en Muruk Tsenpo gezamenlijk bekleed. De Pangtangma Catalogus vermeldt op dit punt dat Muruk Tsenpo daarbij wel ondergeschikt was aan zijn jongere broer Sadnaleg. In 804 werd Muruk Tsenpo vermoord, waarna Sadnaleg tot 815 regeerde.

## Regeringsperiode
Muné Tsenpo wordt in de Tibetaanse bronnen beschreven als een vroom boeddhist. Hij zou een cyclus van religieuze plechtigheden hebben geïnitieerd bij een aantal toenmalige tempels en kloosters in Centraal-Tibet. 
Het betreft plechtigheden die tot in de eenentwintigste eeuw worden gevierd als de  verering van de Vinaya in Lhasa,  de verering van de Abhidhamma  in Tsetang en dat van  de verering van de Verlichting door de Soetra's  in Samye.
In de literatuur wordt vaak een legende over Muné Tsenpo verhaald. De essentie van die legende is, dat hij enkele malen in zijn regeringsperiode de verschillen tussen zijn rijke en arme onderdanen trachtte te nivelleren. Ieder keer was de situatie na enige tijd echter weer, dat de rijken opnieuw rijk waren en de armen weer in armoede waren teruggevallen.
De legende refereert zonder twijfel aan een Tibetaans ritueel onder de naam  manggye . ( Vertaling: Het verdelen onder velen ) Dat waren in wezen ceremoniële verdelingen van rijkdom door individuen, maar ook overheidsorganen. Meestal vonden die plaats bij de gelegenheid van de inwijding van een klooster of tempel of bij begrafenis van een politiek of religieus leider. Het eerste verslag van een dergelijke ceremonie beschrijft die bij de inwijding van het klooster van Samye in 779.
Dit soort ceremonieën waren gelegenheden om iets als sociale cohesie te manifesteren en waarbij gezagsdragers en onderdanen een vorm van gemeenschapszin herbevestigden. Zoals ook bij de potlatch van de Noord-Amerikaanse Indianen konden deelnemers hier hun sociale en politieke situatie duidelijk maken.
Het Tibetaans boeddhisme legt de nadruk op het verwerven van deugdzaamheid door het doen van bijvoorbeeld donaties en geven van giften aan monniken, religieuze instellingen.Vanuit een boeddhistisch perspectief bood de ceremonie aristocraten en rijke individuen de mogelijkheid die deugdzaamheid te verwerven door het laten circuleren van een deel van hun rijkdom in donaties aan het monastieke systeem dan wel ook onderdanen.